# Самборовка
Самборовка (укр. Самборівка), село, 
Гусинский сельский совет, 
Купянский район, 
Харьковская область.
Код КОАТУУ — 6323781512. Население по переписи 2001 года составляет 40 (19/21 м/ж) человек.

## Географическое положение
Село Самборовка находится недалеко от истоков реки Купянка,
ниже по течению на расстоянии в 2 км расположено село Смородьковка.
К селу примыкает небольшой лесной массив.

## История
- 1946 — дата основания.

## Экономика
- Фермерское хозяйство «НЕКТАР».

## Объекты социальной сферы
- Школа.